# Maurice aux Jeux olympiques d'été de 2008
Maurice participe aux Jeux olympiques d'été de 2008 à Pékin.

## Liste des médaillés mauriciens

### Médailles d'or
| Sport              | Discipline | Sportifs | Performance |
| Médailles d'or : 0 |            |          |             |

### Médailles d'argent
| Sport                  | Discipline | Sportifs | Performance |
| Médailles d'argent : 0 |            |          |             |

### Médailles de bronze
| Sport                   | Discipline            | Sportifs    | Performance |
| Médailles de bronze : 1 |                       |             |             |
| Boxe                    | 54 kg (poids coq) (H) | Bruno Julie |             |

## Athlètes mauriciens[1]

### Athlétisme

#### Hommes
| Épreuve          | Athlète           | Séries      | Séries | Quarts de finale | Quarts de finale | Demi-finales | Demi-finales | Finale   | Finale |
| Épreuve          | Athlète           | Résultat    | Rang   | Résultat         | Rang             | Résultat     | Rang         | Résultat | Rang   |
| ---------------- | ----------------- | ----------- | ------ | ---------------- | ---------------- | ------------ | ------------ | -------- | ------ |
| 200 mètres       | Stéphane Buckland | 20 s 98     | 3e     | 20 s 37 (SB)     | 5e               | 20 s 48      | 6e           | -        | -      |
| 400 mètres       | Éric Milazar      | 46 s 06     | 7e     | -                | -                | -            | -            | -        | -      |
| Saut en longueur | Arnaud Casquette  | Non-Partant | /      | -                | -                | -            | -            | -        | -      |

#### Femmes
| Épreuve    | Athlète          | Séries      | Séries | Quarts de finale | Quarts de finale | Demi-finales | Demi-finales | Finale   | Finale |
| Épreuve    | Athlète          | Résultat    | Rang   | Résultat         | Rang             | Résultat     | Rang         | Résultat | Rang   |
| ---------- | ---------------- | ----------- | ------ | ---------------- | ---------------- | ------------ | ------------ | -------- | ------ |
| 100 mètres | Bounkou Camara   | 13.69       | 9e     | -                | -                | -            | -            | -        | -      |
| 800 mètres | Annabelle Lascar | 2 min 06.11 | 5e     | -                | -                | -            | -            | -        | -      |

### Boxe
Hommes
- Poids coq (54 kg) :
  - Bruno Julie
- Poids super-légers (64 kg) :
  - Richarno Colin

| Athlète        | Catégorie                  | 16e de finale           | 8e de finale            | Quart de finale          | Demi-finale         | Finale              |
| Athlète        | Catégorie                  | Adversaire Résultat     | Adversaire Résultat     | Adversaire Résultat      | Adversaire Résultat | Adversaire Résultat |
| -------------- | -------------------------- | ----------------------- | ----------------------- | ------------------------ | ------------------- | ------------------- |
| Bruno Julie    | Poids coqs (-54Kg)         | Nketu Victoire 17-8     | Tajibayev Victoire 16-4 | Manzanilla Victoire 13-9 | Leon Défaite 5-7    | -                   |
| Richarno Colin | Poids super-légers (-64Kg) | Carvalho Victoire 15-11 | Kovalev Défaite 2-11    | -                        | -                   | -                   |

### Haltérophilie
Hommes
- 94 kg :
  - Ravi Bhollah

### Tir à l'arc
Femmes
- Epreuve indiv. :
  - Véronique Marrier d'Unienville

### Badminton
Femmes
- Simple :
  - Karen Foo Kune

### Cyclisme sur route
Femmes
- Aurélie Halbwachs